# 종근당바이오
종근당바이오(CKD Bio Corp.)는 대한민국의 기업이다. 본사는 서울시 서대문구 충정로 8 (충청로3가)에 위치해 있으며 대표이사는 박완갑이다.

## 같이 보기
- 종근당

## 참고문헌
1. ↑  대웅제약·종근당바이오·경남제약·파미셀 등 대표 변경, 히트뉴스, 2024.03.29
2. ↑  종근당바이오, 보툴리눔톡신제제 ‘타임버스’ 품목허가 식약처에 신청, 비즈니스포스트, 2024-05-24
3. ↑  유한양행, 종근당바이오, 메디톡스, 코오롱제약, 히트뉴스, 2024.05.29